# Ananás
Ananás  este un oraș în Tocantins (TO), Brazilia.